# Uścianek Wielki
Uścianek Wielki (prononciation : [uɕˈt͡ɕanɛk ˈvjɛlki]) est un village polonais de la gmina de Zaręby Kościelne dans le powiat d'Ostrów Mazowiecka de la voïvodie de Mazovie dans le centre-est de la Pologne.
Il se situe à environ 17 kilomètres à l'est d'Ostrów Mazowiecka (siège du powiat) et à 97 kilomètres au nord-est de Varsovie (capitale de la Pologne).
Le village compte approximativement une population de 185 habitants en 2007.

## Histoire
De 1975 à 1998, le village appartenait administrativement à la Powiat de Zambrów dans la voïvodie de Łomża.